# Clarmont
Clarmont is een gemeente en plaats in het Zwitserse kanton Vaud, en maakt deel uit van het district Morges.
Clarmont telt 142 inwoners.